# Mirra Alfassa
Mirra Alfassa, nota con il nome di Mère (Parigi, 21 febbraio 1878 – Puducherry, 17 novembre 1973), è stata una mistica francese, seguace e compagna spirituale di Sri Aurobindo.

## Biografia

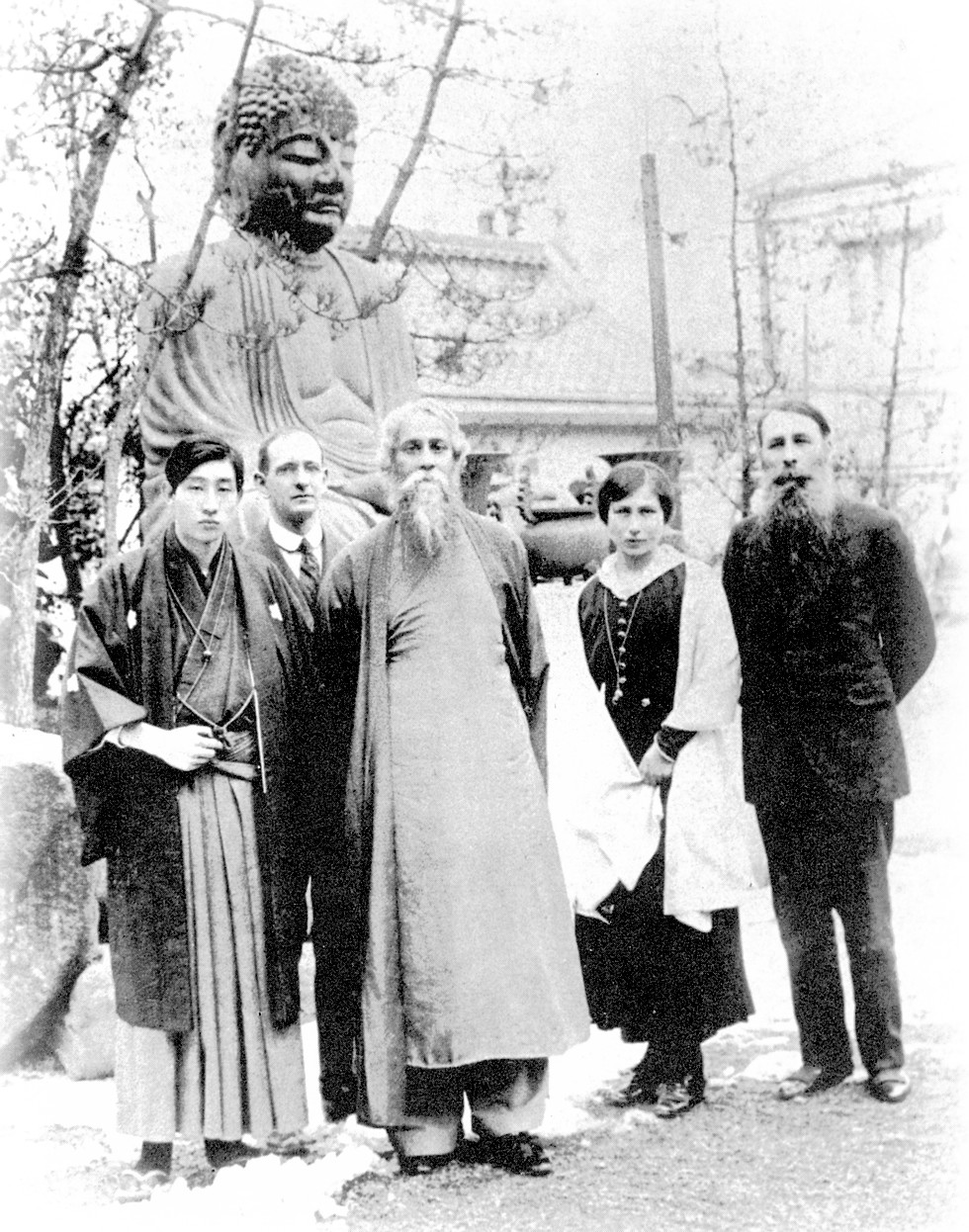
In Giappone nel giugno 1916

Nata a Parigi nel 1878, figlia di Mathilde Ismalun, nata a Alessandria d'Egitto, e di Moïse Maurice Alfassa, banchiere, nato ad Adrianopoli in Turchia, entrambi ebrei, emigrati in Francia nel 1877. Ricevette un'educazione scientifica e matematica improntata al materialismo. Attratta fortemente dalla musica e dalla pittura fu amica di Auguste Rodin, Claude Monet e altri pittori impressionisti, vivendo uno dei momenti più rivoluzionari dell'arte moderna.
Il 13 ottobre 1897, all'età di 19 anni, sposò il pittore Henri Morisset, discepolo di Gustave Moreau.
Non sembrava il suo, in questi primi passi, un percorso spirituale: "ero atea fino al midollo. Fino all'età di vent'anni, la sola idea di Dio riusciva a mandarmi in bestia".
Nel 1904, incontrò Max Theon, un occultista ebreo, probabilmente polacco, e studiò occultismo, soggiornando a Tlemcen, in Algeria, a più riprese negli anni 1905-1906 e fondando in seguito la sua prima associazione, "Idea".
Nel 1908 divorziò da Morisset e nel 1910 si risposò col filosofo Paul Richard, col quale nel 1914 si recò a Pondichéry, a quel tempo enclave dell'India francese, dove il 29 marzo, incontrò Sri Aurobindo, riconoscendo immediatamente in lui il maestro che da tempo vedeva nei suoi sogni. Trascorse un primo anno a Pondichéry, durante il quale, assieme a Sri Aurobindo e Richard, fondò la rivista Arya e tornò poi in Francia. Riparti alla volta del Giappone un anno dopo, sempre con Richard, dove rimase per quattro anni.
Nel 1920 divorziò da Richard e si stabilì definitivamente a Pondichéry, accanto a Sri Aurobindo, per intraprendere insieme il lavoro già iniziato dallo stesso Sri Aurobindo: portare nella materia la "Coscienza di Verità" o "Sopramentale".
Da allora verrà chiamata Mère, la Madre. Visse trent'anni accanto a Sri Aurobindo, assumendo la responsabilità e la direzione dell'ashram di Pondicherry, che lei stessa definiva un "campionario delle difficoltà umane" e contemporaneamente partecipando alla ricerca spirituale di Sri Aurobindo e conducendo nel proprio corpo uno "yoga della materia cellulare", già iniziato da Sri Aurobindo, fino alla sua morte. Tale esperienza venne dettagliatamente raccontata nella sua Agenda di Mère, registrata nel corso di due decenni e pubblicata in 13 volumi a cura di Satprem, uno scrittore bretone che fu suo testimone. Nell'Agenda, in un linguaggio semplice e discorsivo, vengono espressi i "minimi, vertiginosi mutamenti" di Mère: una miriade di esperienze della sua esplorazione della coscienza delle cellule del corpo, nelle quali ritenne di aver scoperto una "mente cellulare" capace di riformare la condizione stessa della materia umana e le leggi della specie, "come un tempo i primi balbettii della mente pensante avevano trasformato le condizioni di una specie antropoide".

Intorno alla metà degli anni '60 ideò la planimetria per la realizzazione della città di Auroville, gettando le basi per la sua costruzione.

Ispirata dalle teorie ed esperienze che stava condividendo con il nuovo compagno la città, che si articolava come un fiore in cui ognuno dei quattro petali racchiudeva un'area separata, avrebbe dovuto essere un luogo dove uomini e donne di ogni nazione, credo, tendenza politica e razza avrebbero potuto vivere in pace ed armonia realizzando l'Unità Umana.

## Opere tradotte in italiano
- Mère, 3 volumi a cura di Satprem: vol. I Il materialismo divino, vol. II La nuova specie, vol. III La mutazione della morte, Casa Editrice Astrolabio-Ubaldini, Roma, 1978
- Conversazioni 1929, Ed. Arka, Milano 1985
- Conversazioni 1950-1951, Ed Arka 1986
- Conversazioni 1953, 2 volumi, Ed Arka 1988
- Conversazioni 1954, 2 volumi Ed. Arka 1990
- Commenti sul Dhammapada Ed. Arka 1922"
- L'Agenda di Mère 13 volumi a cura di Satprem, Ed. i.r.e. & Mediterranee 1994